# Pautaines-Augeville
Pautaines-Augeville – miejscowość i gmina we Francji, w regionie Grand Est, w departamencie Górna Marna.
Według danych na rok 1990 gminę zamieszkiwało 21 osób, a gęstość zaludnienia wynosiła 1 osób/km².